# Guer
Guer is een gemeente in het Franse departement Morbihan (regio Bretagne). De plaats maakt deel uit van het arrondissement Vannes. Guer telde op 1 januari 2022 6.056 inwoners. 
De gemeente bestaat uit vier delen: Guer-coëtquidan, Saint-Raoul, La Thelaie en Bellevue-Coëtquidan, waar zich de École Spéciale Militaire de Saint-Cyr bevindt.

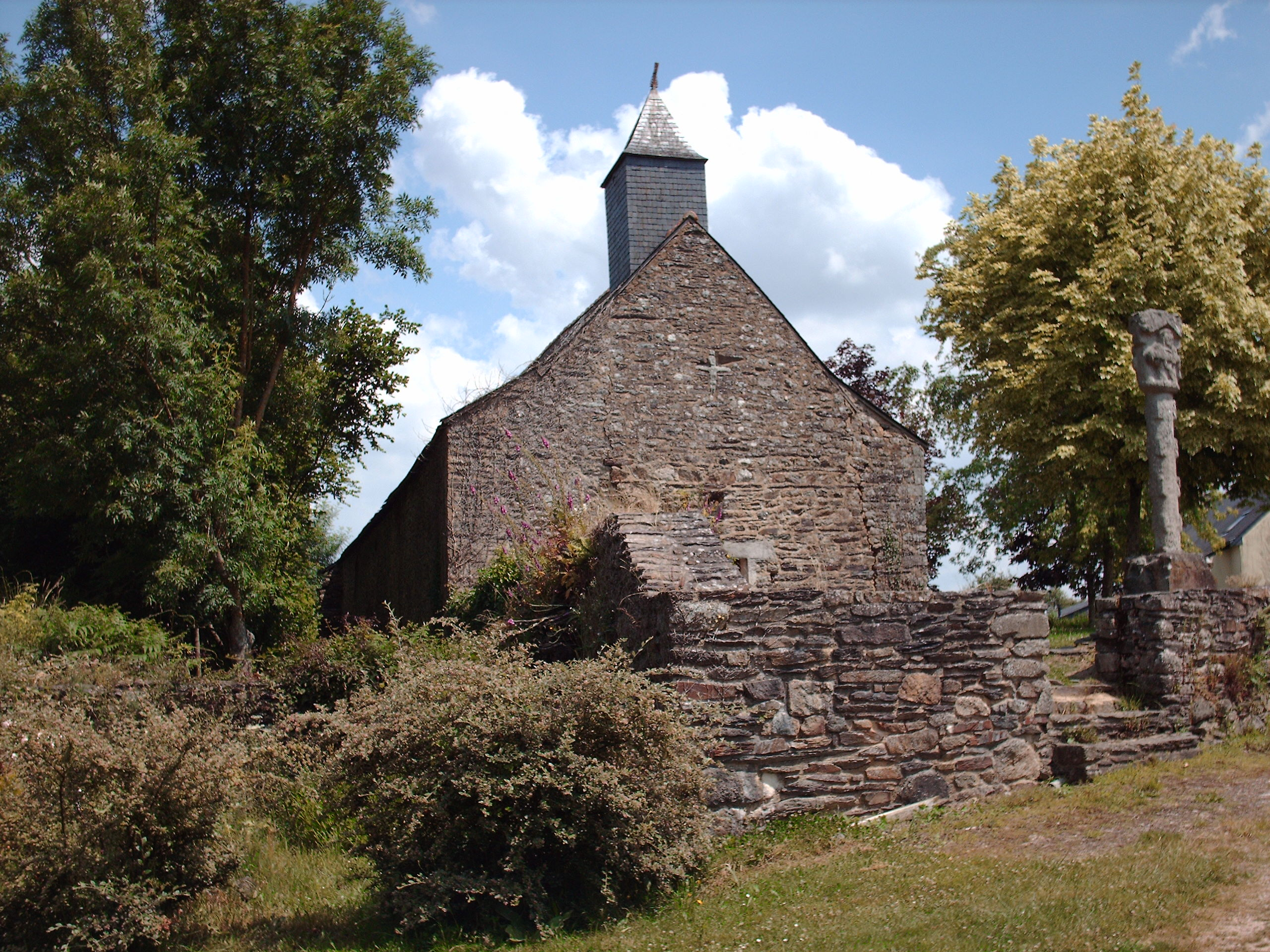
Kerk van St Nicolas
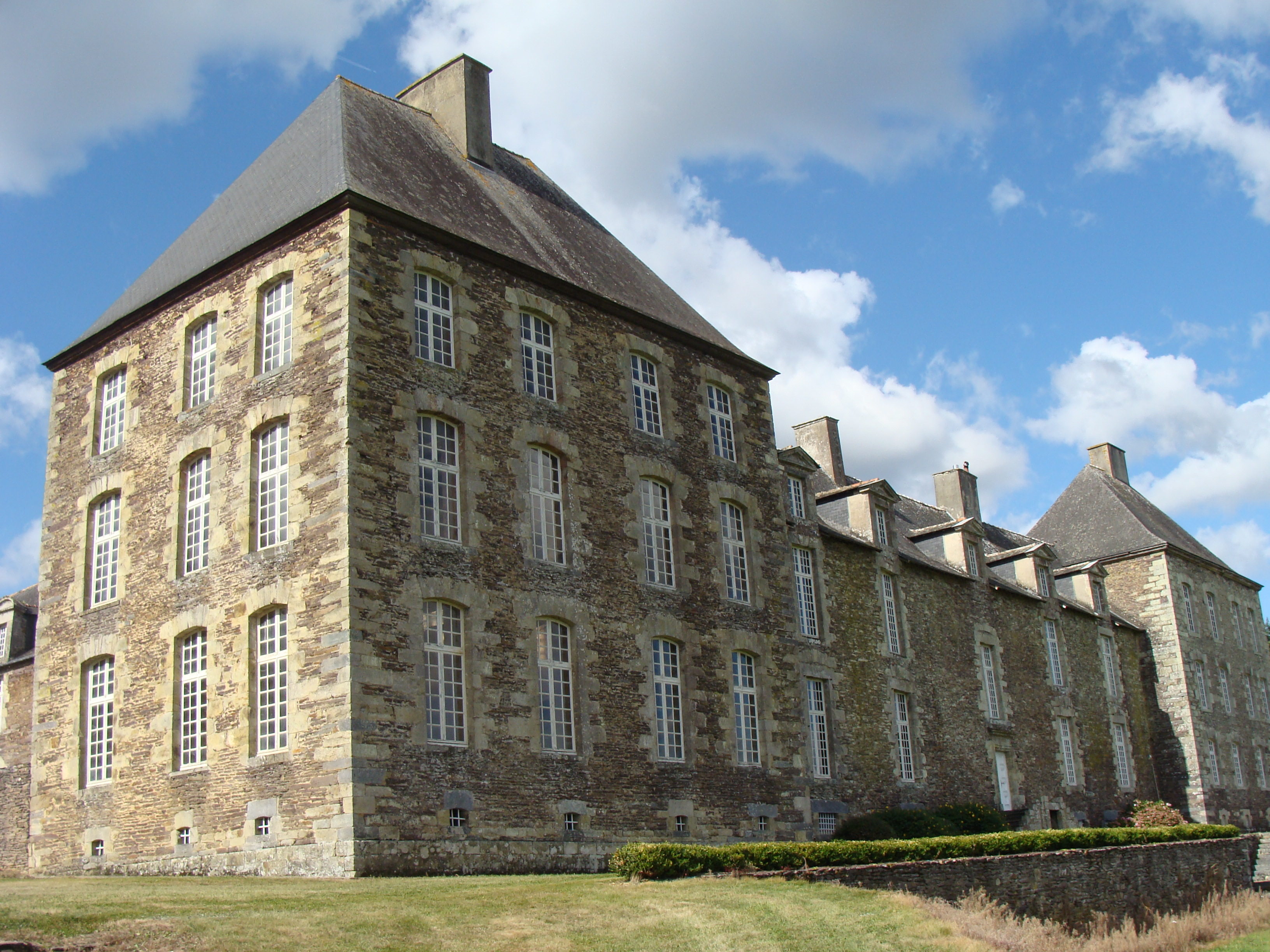
Kasteel van Coëtbo

## Geografie
De oppervlakte van Guer bedroeg op 1 januari 2022 52,11 vierkante kilometer; de bevolkingsdichtheid was toen 116,2 inwoners per km².

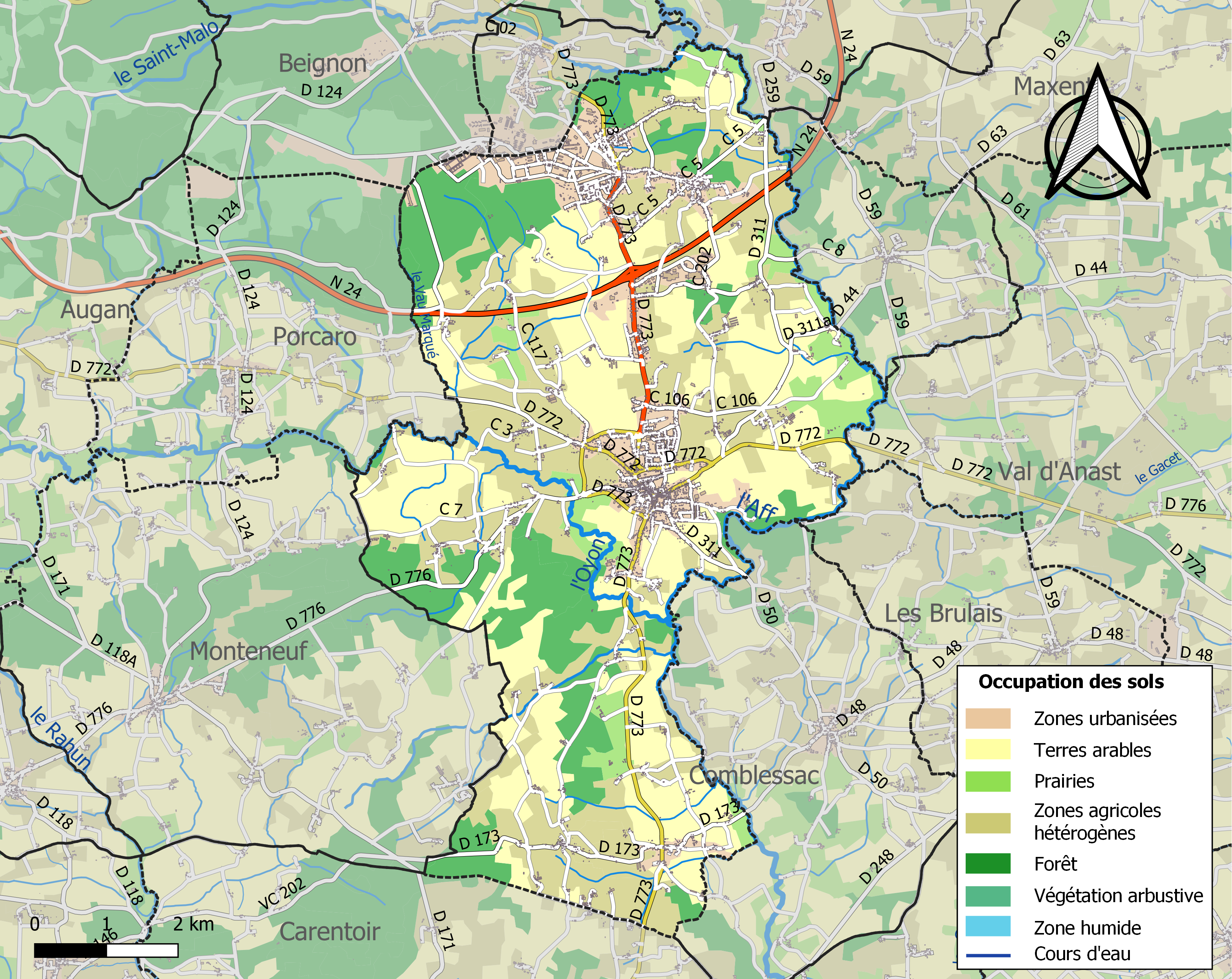
Kaart van de gemeente met de belangrijkste infrastructuur, bodemgebruik en omliggende gemeenten

## Demografie
Onderstaande figuur toont het verloop van het inwonertal, bron: INSEE-tellingen. 